# Chế biến mứt kẹo

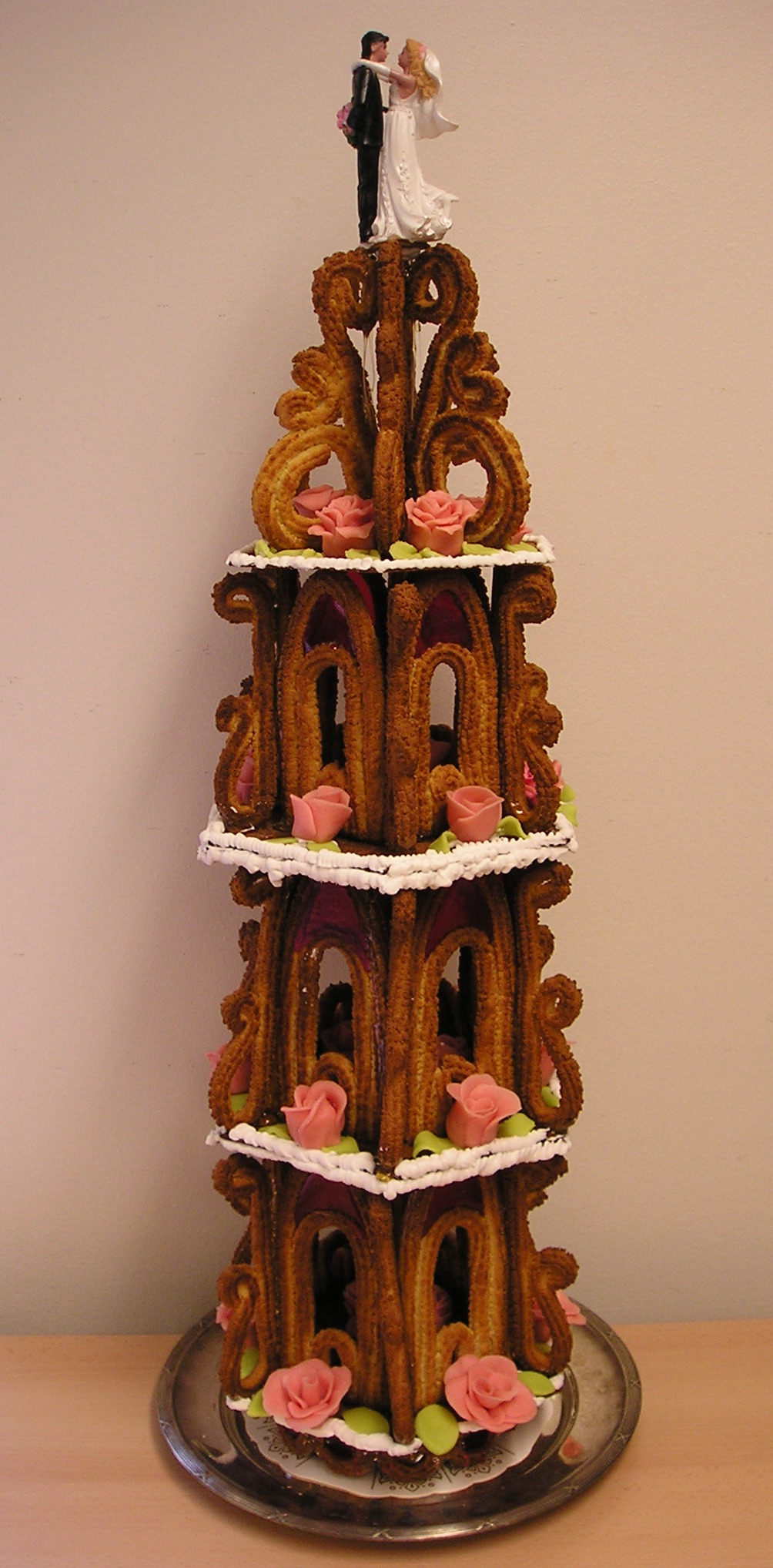
Bánh cưới Kransekake truyền thống của vùng Scandinavia

Chế biến mứt kẹo (tiếng Anh: confectionery) là công việc chế biến và sản xuất các loại đồ ngọt nhiều đường và carbohydrat như bánh, mứt, kẹo. Nhìn chung, ngành công nghiệp được chia ra hai nhánh là chế biến bánh và chế biến kẹo ngọt.

## Hình ảnh

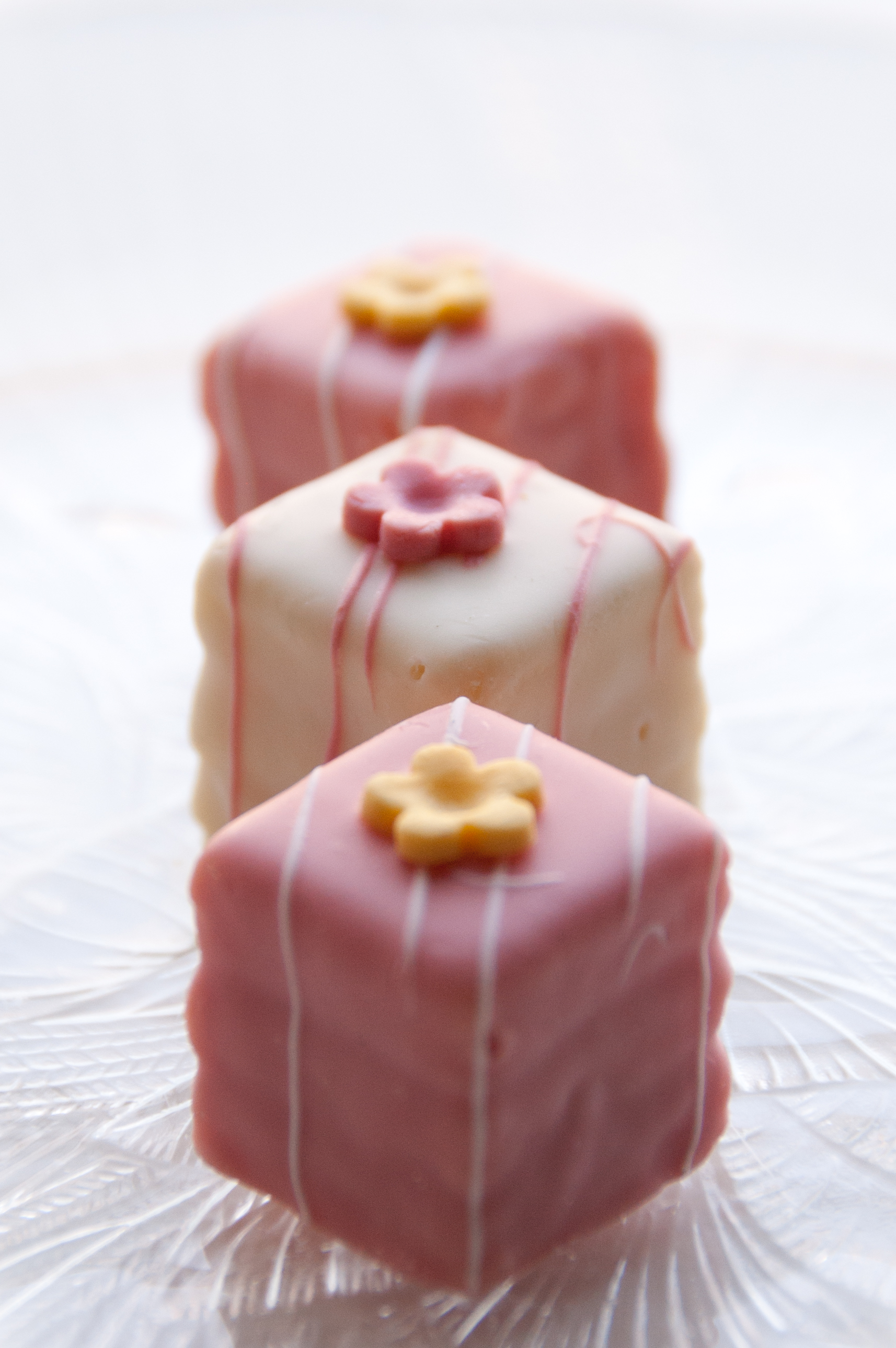
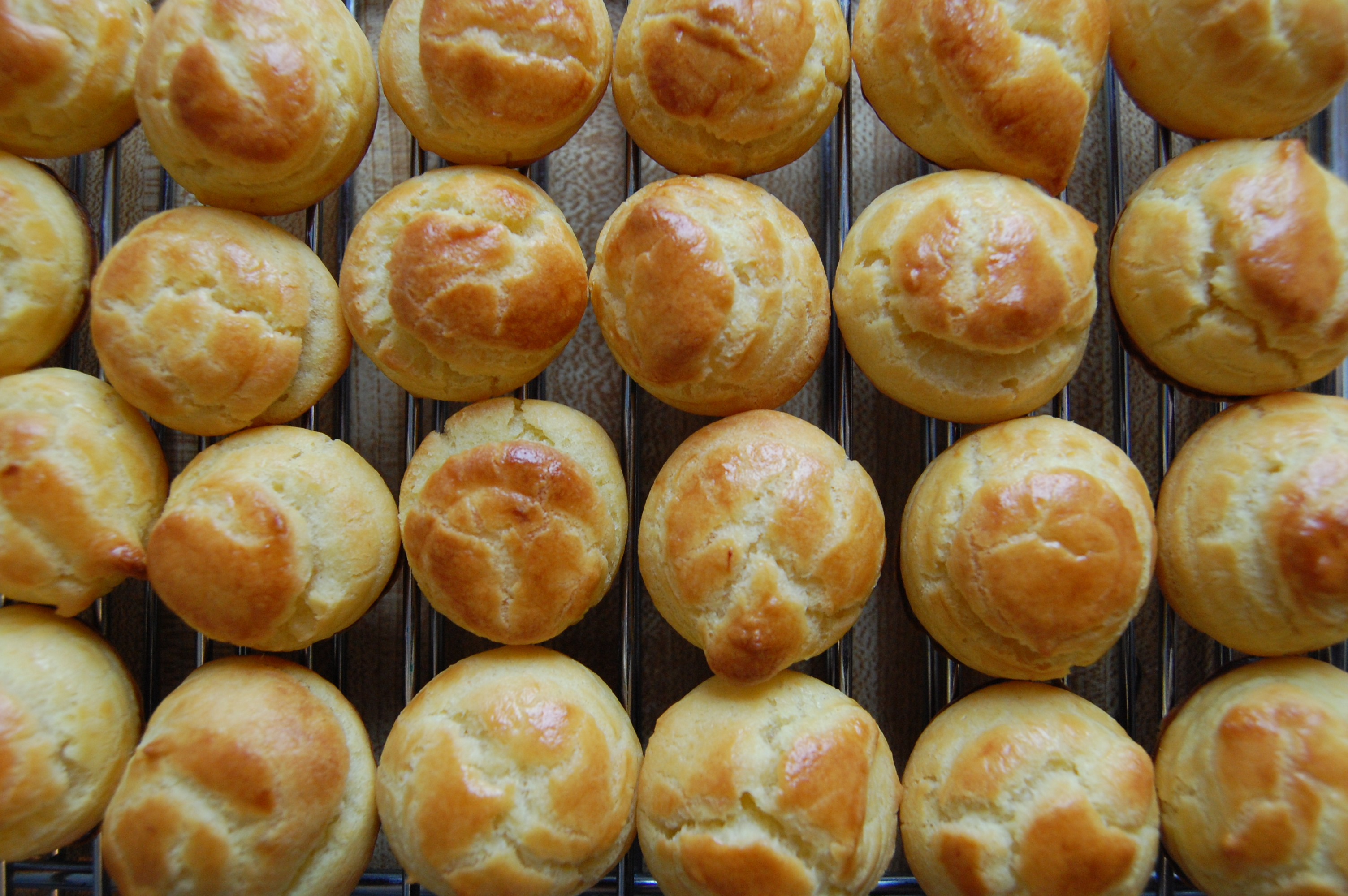
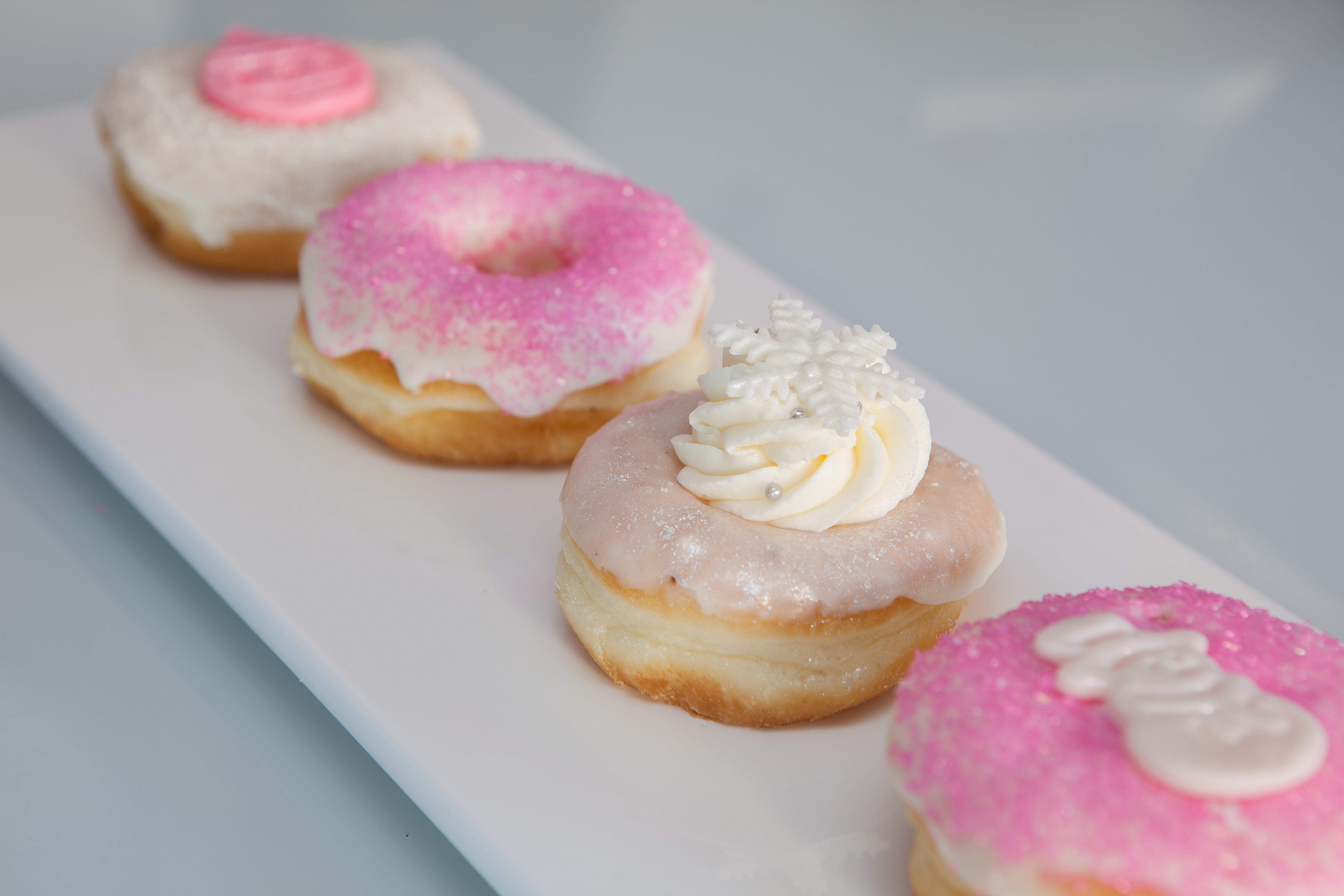
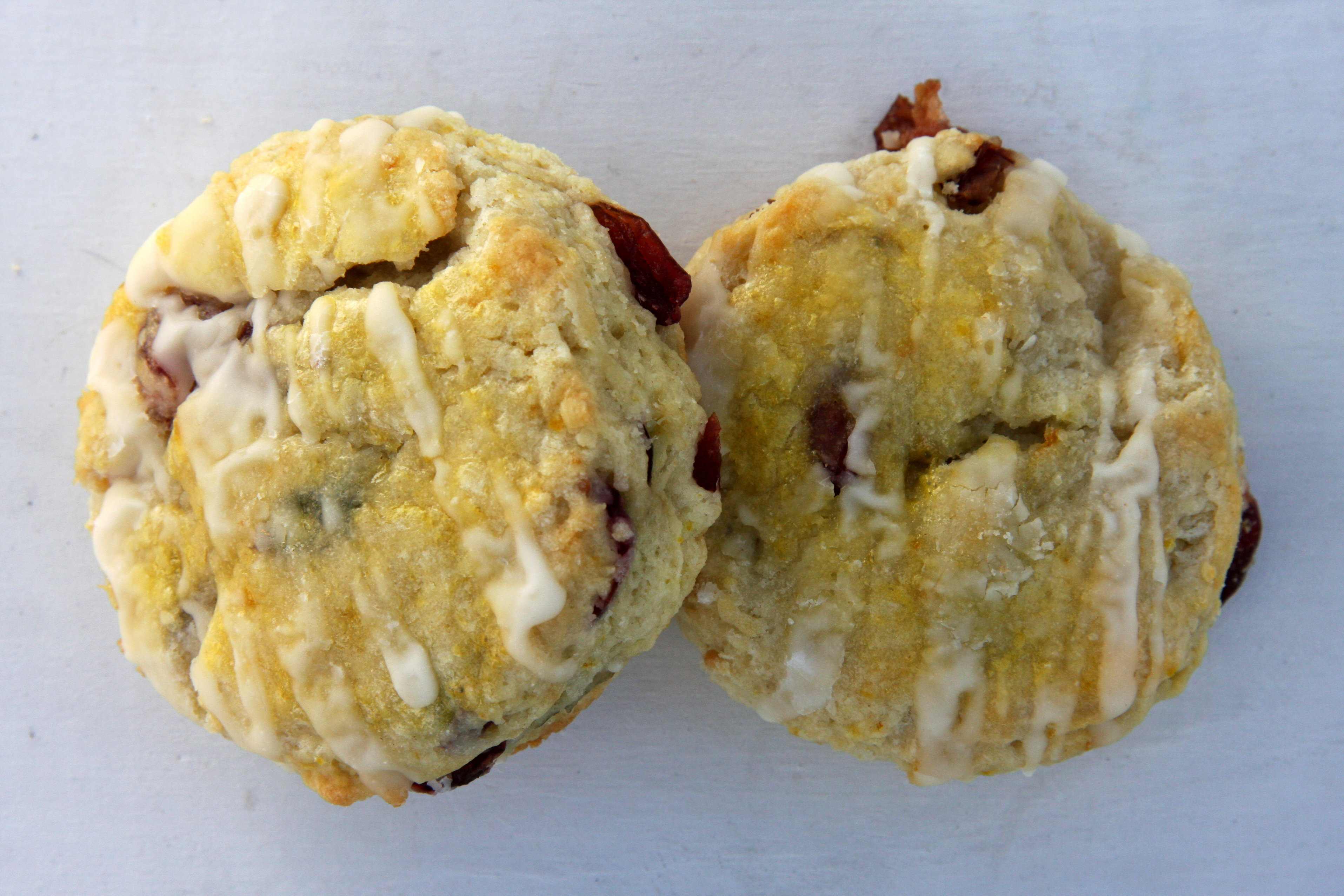
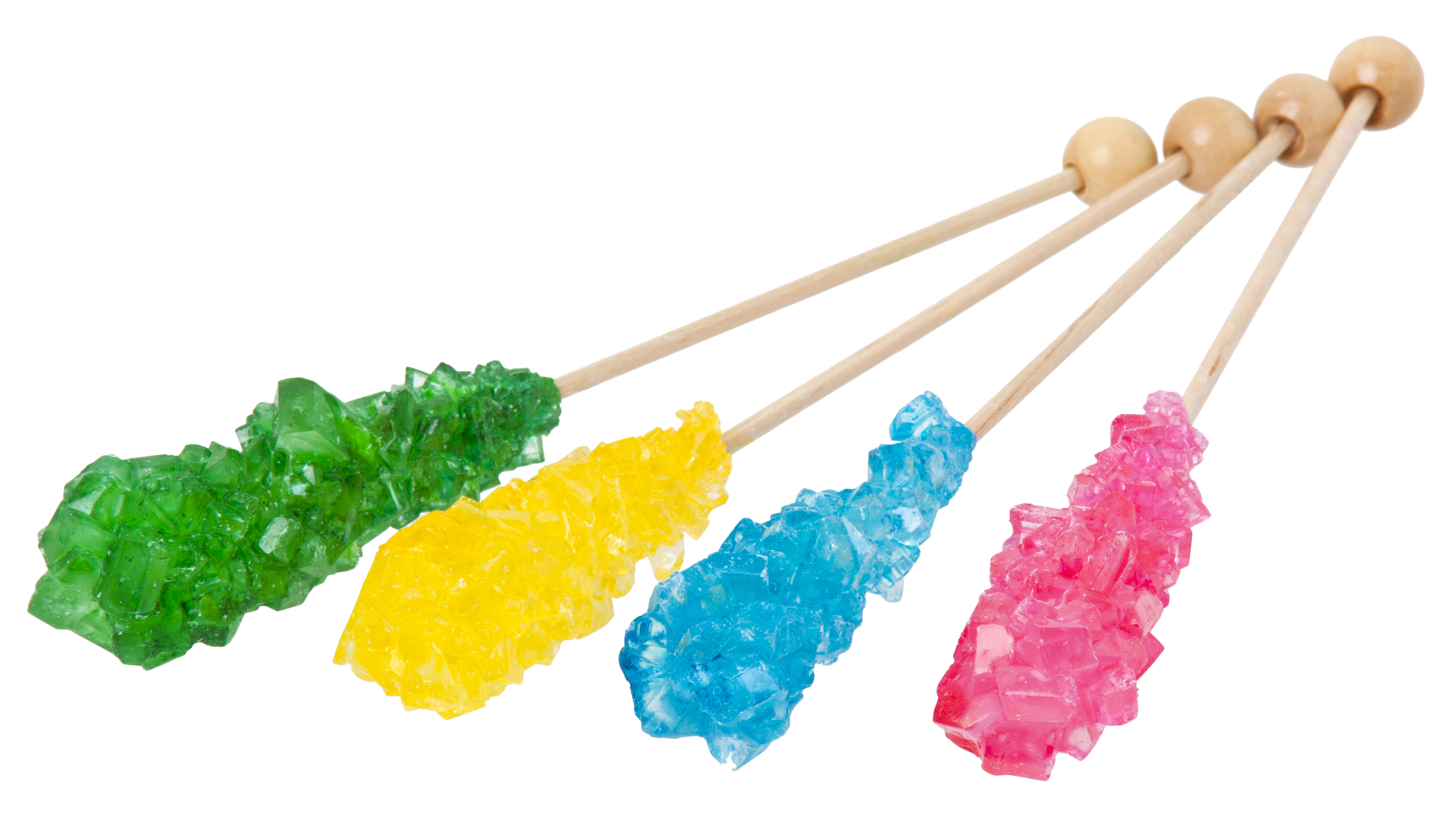
Kẹo mút đá